# Avtozavodskaja (anello centrale di Mosca)
Avtozavodskaja (in russo: Автозаво́дская, ovvero fabbrica di automobili) è una stazione dell'anello centrale di Mosca. Inaugurata nel 2016, la stazione si trova nel quartiere di Danilovskij tra le due carreggiate della terza strada circolare, a circa 500 metri dai cancelli degli ex-stabilimenti ZIL di Mosca e dell'omonima stazione posta lungo la linea 2 della metropolitana.
Nel 2017, la stazione è stata utilizzata da circa 17.000 passeggeri al giorno.